# آلیوال، جلاندهار
آلیوال، جلاندهار (به انگلیسی: Aliwal, Jalandhar) یک منطقهٔ مسکونی در هند است که در پنجاب (هند) واقع شده‌است.